# Tamara Drewe (bande dessinée)
Pour les articles homonymes, voir Tamara Drewe et Drewe.
Tamara Drewe est une bande dessinée britannique de Posy Simmonds. D'abord publié périodiquement dans The Guardian à partir de septembre 2005, Tamara Drewe est édité en un volume en 2007 par Jonathan Cape. En France, la bande dessinée est publiée en 2008 par les éditions Denoël, traduite de l'anglais par Lili Sztajn. L'œuvre est adaptée au cinéma dans un film homonyme sorti en 2010.

## Synopsis
Tout en effectuant des allers-retours à Londres où elle publie une chronique people dans un média, une jeune femme brillante et séduisante, Tamara, revient dans son village après la mort de sa mère. Mais elle soulève l'émoi dans ce village de campagne où elle brise les cœurs, notamment dans une paisible maison d'écrivains installés dans une ferme à proximité de sa résidence,.
Ce roman graphique est une transposition, à l'époque contemporaine, d'une œuvre de Thomas Hardy, Far from the Madding Crowd (Loin de la foule déchaînée).

## Éditions
L'ouvrage a aussi été publié en Allemagne chez Reprodukt en 2010 (ISBN 978-3-941099-31-9) et en Suède chez Wibom books en 2011 (ISBN 978-91-978213-4-6).

## Récompenses
- 2009 :  Grand prix de la critique de l'Association des critiques et des journalistes de bande dessinée, dans le cadre du Festival international de la bande dessinée d'Angoulême[4]
- 2009 : attribution d'un des cinq « Essentiels d'Angoulême, toujours dans le cadre du Festival international de la bande dessinée d'Angoulême[4]
- 2012 :  Prix Urhunden du meilleur album étranger[5]

## Adaptation
Tamara Drewe, transposition d'une œuvre romanesque du XIXe siècle, a fait à son tour l'objet d'une adaptation cinématographique par Stephen Frears en 2010.